# Diego Velázquez el Mozo
Diego Velázquez el Mozo, apelativo que recibió para diferenciarlo de su tío Diego Velázquez de Cuéllar, adelantado y primer gobernador de Cuba, fue un conquistador español en Cuba y México.
Nació en la villa segoviana de Cuéllar a finales del siglo XV o principios del siglo XVI, y en 1519 siendo todavía mancebo ya se encontraba en Cuba a las órdenes de su tío. Al año siguiente acompañó a Pánfilo de Narváez en su expedición a Nueva España, y después a Hernán Cortés en la conquista de México. Tuvo gran enemistad con su pariente Juan Velázquez de León por pertenecer a bandos diferentes, y debió tener gran influencia en La Española.